# Burgweg 14 (Braunfels)

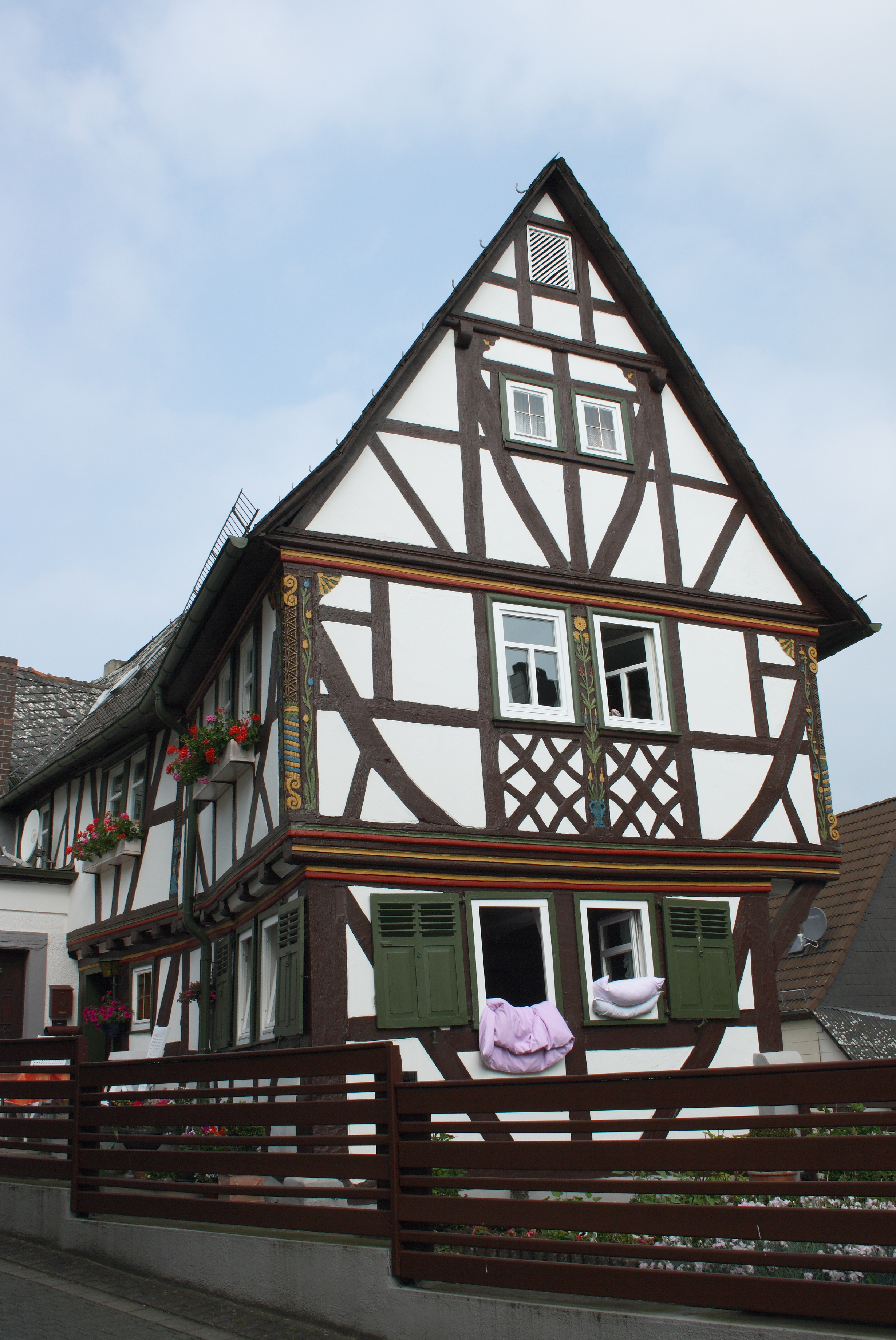
Burgweg 14 in Braunfels

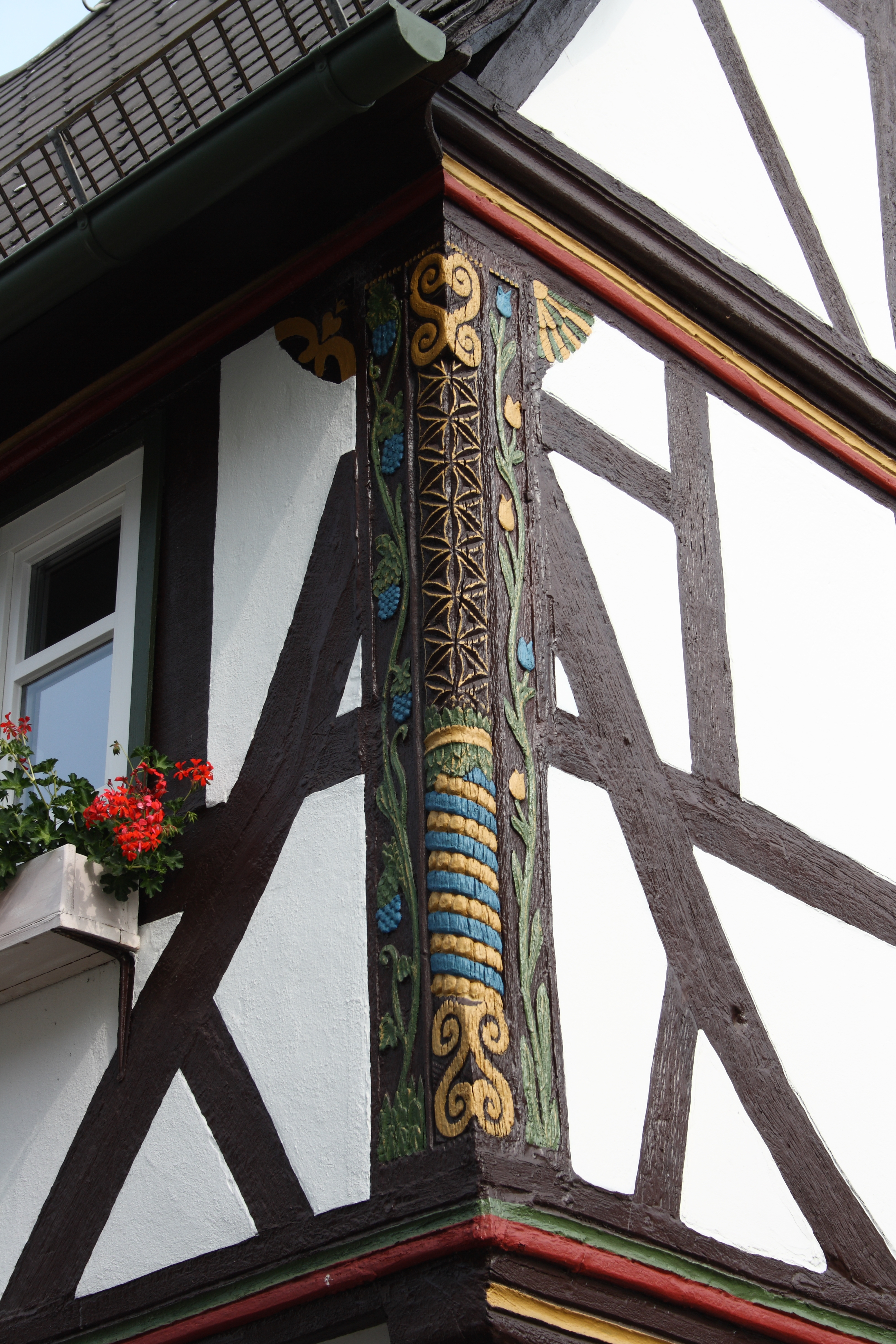
Geschnitzter Eckständer

Das Gebäude Burgweg 14 in Braunfels, einer Stadt im Lahn-Dill-Kreis in Hessen, wurde im 17. Jahrhundert errichtet. Das Fachwerkhaus ist ein geschütztes Baudenkmal.

## Beschreibung
Das an einer Straßengabelung stehende Haus wurde in zwei Phasen errichtet. Der ältere, hintere Bauteil weist ein Stichgebälk auf. Die ursprünglichen, jetzt eingebauten Eckständer sind reich geschnitzt.
Der jüngere, wohl in der zweiten Hälfte des 17. Jahrhunderts angefügte Bauteil, besitzt halbe Mann-Figuren aus gebogenen Hölzern sowie aufwendige Ständerverzierungen und Brüstungsfelder.